# Wendy Wyland
Janna Wendy Wyland (* 25. November 1964 in Jackson; † 27. September 2003 in Rochester) war eine US-amerikanische Wasserspringerin. Sie sprang im 3-m-Kunst- und im 10-m-Turmspringen. Vom Turm gewann sie im Jahr 1984 Olympiabronze und wurde 1982 Weltmeisterin.
Wyland begann im Alter von sechs Jahren mit dem Wasserspringen. Mit 14 Jahren zog sie nach Mission Viejo, um am dortigen Leistungszentrum unter dem Trainer Ron O’Brien zu trainieren. Sie sprang für den Verein Mission Viejo Nadadores. Wyland gewann 1981 vom 10-m-Turm ihren ersten nationalen und ein Jahr später bei der Weltmeisterschaft in Guayaquil ihren ersten internationalen Titel. Bei den Panamerikanischen Spielen 1983 in Caracas errang Wyland mit Silber vom 3-m-Brett ihre einzige Medaille im Kunstspringen, zudem gewann sie Gold vom Turm. Wyland nahm an den Olympischen Spielen 1984 in Los Angeles teil und gewann vom Turm die Bronzemedaille. Sie profitierte dabei jedoch vom Fehlen der Wasserspringer aus der Sowjetunion und der DDR, die die Spiele aufgrund des Olympiaboykotts verpassten. Bei der Weltmeisterschaft 1986 in Madrid gewann Wyland abermals Bronze vom Turm, es war ihr letzter Medaillengewinn bei einer internationalen Meisterschaft.
In den folgenden Jahren wurde Wyland immer wieder durch Verletzungen zurückgeworfen. Sie startete Anfang der 1990er Jahre ein Comebackversuch, konnte aber nicht mehr an ihre vorherigen Erfolge anknüpfen. Sie beendete daraufhin ihre aktive Karriere endgültig.
Wyland arbeitete später unter anderem als Trainerin von Nachwuchsspringern. Im Jahr 2003 starb sie, vermutlich an den Folgen eines Hirn-Aneurysmas. Ihr zu Ehren findet jährlich in Fort Lauderdale, wo sie auch in die Ruhmeshalle des Wasserspringens aufgenommen wurde, der Wettbewerb Wendy Wyland Memorial Diving Invitational statt.